# 劉聚 (成化進士)
劉聚（？—？），字本仁，陝西西安府乾州永壽縣人，民籍，明朝政治人物。

## 生平
陝西鄉試第三十八名舉人。成化十七年（1481年）中式辛丑科三甲第五十九名進士。

## 家族
曾祖劉榮，贈主事；祖父劉傑，知府；父劉寧，母張氏；繼母張氏。